# Беърсден
Беърсден (на английски: Bearsden) е град в Източен Дънбартъншър, Шотландия. Населението му е около 28 000 души (2001).
Разположен е на 64 метра надморска височина в Средношотландската низина, на 7 километра северозападно от центъра на Глазгоу. Селището възниква през 1649 година, но се разраства като жилищно предградие на Глазгоу след свързването му с града с железопътна линия през 1863 година.

## Известни личности
Родени в Беърсден
- Дейвид Таулес (р. 1934), физик